# CEV Champions League (mannen) 2005/06
Hier kan u alle uitslagen terugvinden van de Champions League volleybal van het seizoen 2005-2006.

## Groep A

### Uitslagen
| Datum      | Thuisploeg                 |   | Bezoekers                  | Uitslag |
| ---------- | -------------------------- | - | -------------------------- | ------- |
| 20.10.2005 | Unicaja Almería            | - | Hypo Tirol Innsbruck       | 3 - 0   |
| 18.10.2005 | Ortec Nesselande Rotterdam | - | Iraklis Thessaloniki       | 0 - 3   |
| 26.10.2005 | Hypo Tirol Innsbruck       | - | Ortec Nesselande Rotterdam | 3 - 2   |
| 26.10.2005 | Knack Roeselare            | - | Unicaja Almería            | 3 - 0   |
| 01.11.2005 | Ortec Nesselande Rotterdam | - | Knack Roeselare            | 3 - 0   |
| 02.11.2005 | Iraklis Thessaloniki       | - | Hypo Tirol Innsbruck       | 3 - 0   |
| 09.11.2005 | Knack Roeselare            | - | Iraklis Thessaloniki       | 3 - 2   |
| 10.11.2005 | Unicaja Almería            | - | Ortec Nesselande Rotterdam | 0 - 3   |
| 07.12.2005 | Iraklis Thessaloniki       | - | Unicaja Almería            | 3 - 0   |
| 06.12.2005 | Hypo Tirol Innsbruck       | - | Knack Roeselare            | 1 - 3   |
| 15.12.2005 | Unicaja Almería            | - | Iraklis Thessaloniki       | 1 - 3   |
| 14.12.2005 | Knack Roeselare            | - | Hypo Tirol Innsbruck       | 3 - 2   |
| 21.12.2005 | Iraklis Thessaloniki       | - | Knack Roeselare            | 2 - 3   |
| 20.12.2005 | Ortec Nesselande Rotterdam | - | Unicaja Almería            | 2 - 3   |
| 04.01.2006 | Knack Roeselare            | - | Ortec Nesselande Rotterdam | 2 - 3   |
| 04.01.2006 | Hypo Tirol Innsbruck       | - | Iraklis Thessaloniki       | 2 - 3   |
| 10.01.2006 | Ortec Nesselande Rotterdam | - | Hypo Tirol Innsbruck       | 3 - 0   |
| 12.01.2006 | Unicaja Almería            | - | Knack Roeselare            | 1 - 3   |
| 12.01.2006 | Hypo Tirol Innsbruck       | - | Unicaja Almería            | 3 - 0   |
| 12.01.2006 | Iraklis Thessaloniki       | - | Ortec Nesselande Rotterdam | 3 - 1   |

### Eindstand
| Plaats | Ploeg                      | Aantal gespeelde wedstrijden | Aantal gewonnen wedstrijden | Punten |
| ------ | -------------------------- | ---------------------------- | --------------------------- | ------ |
| 1      | Iraklis Thessaloniki       | 8                            | 6                           | 14     |
| 2      | Knack Roeselare            | 8                            | 6                           | 14     |
| 3      | Ortec Nesselande Rotterdam | 8                            | 4                           | 12     |
| 4      | Hypo Tirol Innsbruck       | 8                            | 2                           | 10     |
| 5      | Unicaja Almería            | 8                            | 2                           | 10     |

## Groep B

### Uitslagen
| Datum      | Thuisploeg           |   | Bezoekers            | Uitslag |
| ---------- | -------------------- | - | -------------------- | ------- |
| 20.10.2005 | VfB Friedrichshafen  | - | Dinamo Moskou        | 2 - 3   |
| 20.10.2005 | volleyball.cz Kladno | - | Tours VB             | 1 - 3   |
| 26.10.2005 | Dinamo Moskou        | - | volleyball.cz Kladno | 3 - 0   |
| 27.10.2005 | Olympiakos Piraeus   | - | VfB Friedrichshafen  | 3 - 2   |
| 03.11.2005 | volleyball.cz Kladno | - | Olympiakos Piraeus   | 1 - 3   |
| 01.11.2005 | Tours VB             | - | Dinamo Moskou        | 3 - 2   |
| 10.11.2005 | Olympiakos Piraeus   | - | Tours VB             | 1 - 3   |
| 10.11.2005 | VfB Friedrichshafen  | - | volleyball.cz Kladno | 3 - 0   |
| 06.12.2005 | Tours VB             | - | VfB Friedrichshafen  | 2 - 3   |
| 07.12.2005 | Dinamo Moskou        | - | Olympiakos Piraeus   | 3 - 0   |
| 14.12.2005 | VfB Friedrichshafen  | - | Tours VB             | 1 - 3   |
| 15.12.2005 | Olympiakos Piraeus   | - | Dinamo Moskou        | 2 - 3   |
| 20.12.2005 | Tours VB             | - | Olympiakos Piraeus   | 3 - 1   |
| 22.12.2005 | volleyball.cz Kladno | - | VfB Friedrichshafen  | 0 - 3   |
| 05.01.2006 | Olympiakos Piraeus   | - | volleyball.cz Kladno | 3 - 0   |
| 05.01.2006 | Dinamo Moskou        | - | Tours VB             | 3 - 2   |
| 12.01.2006 | volleyball.cz Kladno | - | Dinamo Moskou        | 0 - 3   |
| 12.01.2006 | VfB Friedrichshafen  | - | Olympiakos Piraeus   | 3 - 0   |
| 18.01.2006 | Dinamo Moskou        | - | VfB Friedrichshafen  | 3 - 0   |
| 12.01.2006 | Tours VB             | - | volleyball.cz Kladno | 0 - 3   |

### Eindstand
| Plaats | Ploeg                | Aantal gespeelde wedstrijden | Aantal gewonnen wedstrijden | Punten |
| ------ | -------------------- | ---------------------------- | --------------------------- | ------ |
| 1      | Dinamo Moskou        | 8                            | 7                           | 15     |
| 2      | Tours VB             | 8                            | 5                           | 13     |
| 3      | VfB Friedrichshafen  | 8                            | 4                           | 12     |
| 4      | Olympiakos Piraeus   | 8                            | 3                           | 11     |
| 5      | volleyball.cz Kladno | 8                            | 1                           | 9      |

## Groep C

### Uitslagen
| Datum      | Thuisploeg            |   | Bezoekers             | Uitslag |
| ---------- | --------------------- | - | --------------------- | ------- |
| 18.10.2005 | Sisley Treviso        | - | evivo Düren           | 3 - 2   |
| 19.10.2005 | Aon hot Volleys Wenen | - | Noliko Maaseik        | 2 - 3   |
| 26.10.2005 | evivo Düren           | - | Aon hot Volleys Wenen | 3 - 1   |
| 27.10.2005 | AS Cannes             | - | Sisley Treviso        | 2 - 3   |
| 03.11.2005 | Aon hot Volleys Wenen | - | AS Cannes             | 2 - 3   |
| 02.11.2005 | Noliko Maaseik        | - | evivo Düren           | 1 - 3   |
| 08.11.2005 | AS Cannes             | - | Noliko Maaseik        | 2 - 3   |
| 10.11.2005 | Sisley Treviso        | - | Aon hot Volleys Wenen | 3 - 0   |
| 08.12.2005 | Noliko Maaseik        | - | Sisley Treviso        | 1 - 3   |
| 07.12.2005 | evivo Düren           | - | AS Cannes             | 1 - 3   |
| 15.12.2005 | Sisley Treviso        | - | Noliko Maaseik        | 3 -2    |
| 13.12.2005 | AS Cannes             | - | evivo Düren           | 3 - 2   |
| 22.12.2005 | Noliko Maaseik        | - | AS Cannes             | 2 - 3   |
| 21.12.2005 | Aon hot Volleys Wenen | - | Sisley Treviso        | 3 - 1   |
| 04.01.2006 | AS Cannes             | - | Aon hot Volleys Wenen | 2 - 3   |
| 04.01.2006 | evivo Düren           | - | Noliko Maaseik        | 0 - 3   |
| 11.01.2006 | Aon hot Volleys Wenen | - | evivo Düren           | 3 - 2   |
| 12.01.2006 | Sisley Treviso        | - | AS Cannes             | 3 - 1   |
| 18.01.2006 | evivo Düren           | - | Sisley Treviso        | 3 - 2   |
| 12.01.2006 | Noliko Maaseik        | - | Aon hot Volleys Wenen | 3 - 0   |

### Eindstand
| Plaats | Ploeg                 | Aantal gespeelde wedstrijden | Aantal gewonnen wedstrijden | Punten |
| ------ | --------------------- | ---------------------------- | --------------------------- | ------ |
| 1      | Sisley Treviso        | 8                            | 6                           | 14     |
| 2      | Noliko Maaseik        | 8                            | 4                           | 12     |
| 3      | AS Cannes             | 8                            | 4                           | 12     |
| 4      | Aon hot Volleys Wenen | 8                            | 3                           | 11     |
| 5      | evivo Düren           | 8                            | 3                           | 11     |

## Groep D

### Uitslagen
| Datum      | Thuisploeg                   |   | Bezoekers                    | Uitslag |
| ---------- | ---------------------------- | - | ---------------------------- | ------- |
| 18.10.2005 | Lokomotiv-Belogorje Belgorod | - | EMU RPA Perugia              | 3 - 0   |
| 19.10.2005 | Levski Siconco Sofia         | - | Buducnost Podgoricka Banka   | 3 - 2   |
| 25.10.2005 | EMU RPA Perugia              | - | Levski Siconco Sofia         | 3 - 0   |
| 26.10.2005 | BOT Skra Belchatow           | - | Lokomotiv-Belogorje Belgorod | 3 - 1   |
| 02.11.2005 | Levski Siconco Sofia         | - | BOT Skra Belchatow           | 1 - 3   |
| 02.11.2005 | Buducnost Podgoricka Banka   | - | EMU RPA Perugia              | 0 - 3   |
| 09.11.2005 | BOT Skra Belchatow           | - | Buducnost Podgoricka Banka   | 3 - 1   |
| 09.11.2005 | Lokomotiv-Belogorje Belgorod | - | Levski Siconco Sofia         | 3 - 0   |
| 07.12.2005 | Buducnost Podgoricka Banka   | - | Lokomotiv-Belogorje Belgorod | 2 - 3   |
| 08.12.2005 | EMU RPA Perugia              | - | BOT Skra Belchatow           | 3 - 2   |
| 15.12.2005 | Lokomotiv-Belogorje Belgorod | - | Buducnost Podgoricka Banka   | 3 - 1   |
| 14.12.2005 | BOT Skra Belchatow           | - | EMU RPA Perugia              | 1 - 3   |
| 21.12.2005 | Buducnost Podgoricka Banka   | - | BOT Skra Belchatow           | 0 - 3   |
| 21.12.2005 | Levski Siconco Sofia         | - | Lokomotiv-Belogorje Belgorod | 0 - 3   |
| 04.01.2006 | BOT Skra Belchatow           | - | Levski Siconco Sofia         | 3 - 1   |
| 05.01.2006 | EMU RPA Perugia              | - | Buducnost Podgoricka Banka   | 3 - 0   |
| 11.01.2006 | Levski Siconco Sofia         | - | EMU RPA Perugia              | 0 - 3   |
| 11.01.2006 | Lokomotiv-Belogorje Belgorod | - | BOT Skra Belchatow           | 3 - 1   |
| 18.01.2006 | EMU RPA Perugia              | - | Lokomotiv-Belogorje Belgorod | 3 - 1   |
| 12.01.2006 | Buducnost Podgoricka Banka   | - | Levski Siconco Sofia         | 3 - 0   |

### Eindstand
| Plaats | Ploeg                        | Aantal gespeelde wedstrijden | Aantal gewonnen wedstrijden | Punten |
| ------ | ---------------------------- | ---------------------------- | --------------------------- | ------ |
| 1      | EMU RPA Perugia              | 8                            | 7                           | 15     |
| 2      | Lokomotiv-Belogorje Belgorod | 8                            | 6                           | 14     |
| 3      | BOT Skra Belchatow           | 8                            | 5                           | 13     |
| 4      | Buducnost Podgoricka Banka   | 8                            | 1                           | 9      |
| 5      | Levski Siconco Sofia         | 8                            | 1                           | 9      |

## Playoffs (12 ploegen)
| Datum      | Thuisploeg                   |   | Bezoekers                    | Uitslag |
| ---------- | ---------------------------- | - | ---------------------------- | ------- |
| 08.02.2006 | Dinamo Moskou                | - | Ortec Nesselande Rotterdam   | 3 - 0   |
| 14.02.2006 | Ortec Nesselande Rotterdam   | - | Dinamo Moskou                | 0 - 3   |
| 08.02.2006 | Knack Roeselare              | - | Tours VB                     | 3 - 2   |
| 16.02.2006 | Tours VB                     | - | Knack Roeselare              | 3 - 0   |
| 08.02.2006 | Lokomotiv-Belogorje Belgorod | - | VfB Friedrichshafen          | 3 - 0   |
| 16.02.2006 | VfB Friedrichshafen          | - | Lokomotiv-Belogorje Belgorod | 2 - 3   |
| 07.02.2006 | AS Cannes                    | - | EMU RPA Perugia              | 3 - 1   |
| 15.02.2006 | EMU RPA Perugia              | - | AS Cannes                    | 0 - 3   |
| 08.02.2006 | Iraklis Thessaloniki         | - | Aon hot Volleys Wenen        | 3 - 0   |
| 16.02.2006 | Aon hot Volleys Wenen        | - | Iraklis Thessaloniki         | 3 - 1   |
| 08.02.2006 | BOT Skra Belchatow           | - | Noliko Maaseik               | 3 - 1   |
| 15.02.2006 | Noliko Maaseik               | - | BOT Skra Belchatow           | 3 - 2   |

## Playoffs (6 ploegen)
| Datum      | Thuisploeg                   |   | Bezoekers                    | Uitslag |
| ---------- | ---------------------------- | - | ---------------------------- | ------- |
| 28.02.2006 | Dinamo Moskou                | - | Tours VB                     | 3 - 0   |
| 08.03.2006 | Tours VB                     | - | Dinamo Moskou                | 3 - 2   |
| 02.03.2006 | Lokomotiv-Belogorje Belgorod | - | EMU RPA Perugia              | 3 - 0   |
| 09.03.2006 | EMU RPA Perugia              | - | Lokomotiv-Belogorje Belgorod | 3 - 1   |
| 08.02.2006 | Iraklis Thessaloniki         | - | BOT Skra Belchatow           | 3 - 0   |
| 16.02.2006 | BOT Skra Belchatow           | - | Iraklis Thessaloniki         | 3 - 2   |

## Final Four

### Halve Finales
| Datum      | Thuisploeg                   |   | Bezoekers            | Uitslag |
| ---------- | ---------------------------- | - | -------------------- | ------- |
| 25.03.2006 | Sisley Treviso               | - | Dinamo Moskou        | 3 - 0   |
| 25.03.2006 | Lokomotiv-Belogorje Belgorod | - | Iraklis Thessaloniki | 2 - 3   |

### Troostfinale
| Datum      | Thuisploeg    |   | Bezoekers                    | Uitslag |
| ---------- | ------------- | - | ---------------------------- | ------- |
| 26.03.2006 | Dinamo Moskou | - | Lokomotiv-Belogorje Belgorod | 1 - 3   |

### Finale
| Datum      | Thuisploeg     |   | Bezoekers            | Uitslag |
| ---------- | -------------- | - | -------------------- | ------- |
| 26.03.2006 | Sisley Treviso | - | Iraklis Thessaloniki | 3 - 1   |

## Podium
1. Sisley Treviso
2. Iraklis Thessaloniki
3. Lokomotiv-Belogorje Belgorod